# Hanna Wolf (Politikerin, 1943)
Hanna Wolf (* 16. März 1943 in Güstrow, Mecklenburg) ist eine ehemalige deutsche Politikerin (LDPD). Von 1981 bis 1990 war sie Mitglied der Volkskammer der DDR.

## Leben
Nach dem Abitur absolvierte Wolf von 1961 bis 1962 eine Lehre als Facharbeiter der Landwirtschaft im Bereich Rinderhaltung. Von 1962 bis 1968 studierte sie Tiermedizin an der Humboldt-Universität zu Berlin, 1972 wurde sie zur Dr. med. vet. promoviert. Ab 1969 war Hanna Wolf Fachgebietsleiterin an der Außenstelle Neubrandenburg des Bezirksinstituts für Veterinärwesen Rostock; dort befasste sie sich unter anderem mit Schadpilzen in Futtermitteln. Von 1979 bis 1981 absolvierte sie an der HU Berlin ein postgraduales Studium mit einem Abschluss als Fachtierärztin für Labordiagnostik.
1969 trat Hanna Wolf in die LDPD ein. Im selben Jahr wurde sie Stadtverordnete in Neubrandenburg. Von 1981 bis 1990 war sie Mitglied der Volkskammer der DDR.

## Quelle
- Handbuch der Volkskammer der Deutschen Demokratischen Republik, 8. Wahlperiode, S. 646.